# Ciclismo en los Juegos Olímpicos de Londres 2012 – Keirin masculino
La prueba de ciclismo en pista de keirin, una de las pruebas de ciclismo en los Juegos Olímpicos de 2012 en Londres, se llevó a cabo el 7 de agosto en el Velódromo de Londres
Chris Hoy de Reino Unido ganó la medalla de oro, el alemán Maximilian Levy la plata y Teun Mulder de Holanda se llevó el bronce.

## Formato de la competición
El keirin consta de 6,5 vueltas detrás de un lanzador en ciclomotor hasta alcanzar los 40 km/h, momento en el que el lanzador abandona la pista y se produce dicho un sprint de 2,5 vueltas.
La competición consistió en varias rondas preliminares y repescas, semifinales y las finales. La rondas previas hacían un corte de 12 corredores. Las semifinales hacían el corte final a los 6 finalistas. La ronda final incluía también una carrera por las posiciones 7 a 12.

## Horario
Todas las horas están en horario de verano (UTC+1)
| Día                        | Hora          | Ronda                               |
| -------------------------- | ------------- | ----------------------------------- |
| Martes 7 de agosto de 2012 | 10:00 & 16:35 | 1ª Ronda, repesca, 2ª ronda y final |

## Clasificación
| Evento                                                   | Ranking por nación | Clasificados | Ciclistas por CON |
| -------------------------------------------------------- | ------------------ | --- | ----------------- |
| Ranking 2010–2012                                        | 1º al 8º           | Canadá (CAN) · Colombia (COL) · República Checa (CZE) · Grecia (GRE) · Malasia (MAS) · Países Bajos (NED) · España (ESP) · Trinidad y Tobago (TRI)                                       | 1                 |
| Clasificaciones individuales por otros eventos           |                    | | 1                 |
| 1 ciclista por CON clasificado por Velocidad por equipos |                    | Australia (AUS) · República Popular China (CHN) · Francia (FRA) · Alemania (GER) · Reino Unido (GBR) · Japón (JPN) · Nueva Zelanda (NZL) · Polonia (POL) · Rusia (RUS) · Venezuela (VEN) | 1                 |
| Total                                                    |                    | | 18                |

## Resultados

### Primera ronda
| Pos. | Corredor                   |
| ---- | -------------------------- |
| 1    | Chris Hoy (GBR)            |
| 2    | Simon van Velthooven (NZL) |
| 3    | Juan Peralta (ESP)         |
| 4    | Sergei Borisov (RUS)       |
| 5    | Njisane Phillip (TRI)      |
| 6    | Kazunari Watanabe (JPN)    |

| Pos. | Corredor                 |
| ---- | ------------------------ |
| 1    | Mickaël Bourgain (FRA)   |
| 2    | Azizulhasni Awang (MAS)  |
| 3    | Fabian Puerta (COL)      |
| 4    | Joseph Veloce (CAN)      |
| 5    | Denis Špička (CZE)       |
| 6    | Christos Volikakis (GRE) |

| Pos. | Corredor              |
| ---- | --------------------- |
| 1    | Maximilian Levy (GER) |
| 2    | Teun Mulder (NED)     |
| 3    | Hersony Canelón (VEN) |
| 4    | Kamil Kuczyński (POL) |
| 5    | Shane Perkins (AUS)   |
| 6    | Zhang Miao (CHN)      |

### Repescas
| Pos. | Corredor                 |
| ---- | ------------------------ |
| 1    | Christos Volikakis (GRE) |
| 2    | Juan Peralta (ESP)       |
| 3    | Njisane Phillip (TRI)    |
| 4    | Joseph Veloce (CAN)      |
| 5    | Sergei Borisov (RUS)     |
| 6    | Zhang Miao (CHN)         |

| Pos. | Corredor                |
| ---- | ----------------------- |
| 1    | Kazunari Watanabe (JPN) |
| 2    | Hersony Canelón (VEN)   |
| 3    | Shane Perkins (AUS)     |
| 4    | Kamil Kuczyński (POL)   |
| 5    | Fabian Puerta (COL)     |
| 6    | Denis Špička (CZE)      |

### Segunda ronda
| Pos. | Corredor                 |
| ---- | ------------------------ |
| 1    | Chris Hoy (GBR)          |
| 2    | Azizulhasni Awang (MAS)  |
| 3    | Teun Mulder (NED)        |
| 4    | Njisane Phillip (TRI)    |
| 5    | Juan Peralta (ESP)       |
| 6    | Christos Volikakis (GRE) |

| Pos. | Corredor                   |
| ---- | -------------------------- |
| 1    | Maximilian Levy (GER)      |
| 2    | Simon van Velthooven (NZL) |
| 3    | Shane Perkins (AUS)        |
| 4    | Mickaël Bourgain (FRA)     |
| 5    | Hersony Canelón (VEN)      |
| 6    | Kazunari Watanabe (JPN)    |

### Finales
| Pos.              | Corredor                   |
| ----------------- | -------------------------- |
| Medalla de oro    | Chris Hoy (GBR)            |
| Medalla de plata  | Maximilian Levy (GER)      |
| Medalla de bronce | Simon van Velthooven (NZL) |
| Medalla de bronce | Teun Mulder (NED)          |
| 5                 | Shane Perkins (AUS)        |
| 6                 | Azizulhasni Awang (MAS)    |

| Pos. | Corredor                 |
| ---- | ------------------------ |
| 7    | Njisane Phillip (TRI)    |
| 8    | Mickaël Bourgain (FRA)   |
| 9    | Christos Volikakis (GRE) |
| 10   | Juan Peralta (ESP)       |
| 11   | Kazunari Watanabe (JPN)  |
| 12   | Hersony Canelón (VEN)    |